# Luis Aragonés
José Luis Aragonés Suárez Martinez, mest känd som Luis Aragonés, född 28 juli 1938 i Hortaleza i Madrid, död 1 februari 2014 i Madrid, var en spansk fotbollsspelare och fotbollstränare.
Aragonés tillbringade större delen av sin karriär som spelare i Atlético Madrid, där han även fungerat som tränare, och var den stora stjärnan under det sena 1960-talet till tidiga 1970-talet. Med laget vann han La Liga fyra gånger, nådde finalen i Europacupen 1973/1974 och vann interkontinentala cupen. Han spelade totalt 265 ligamatcher med klubben och gjorde sammanlagt 123 mål. Han har varit tränare för Atlético Madrid vid fyra olika tillfällen (1974–1980, 1982–1987, 1991–1993 och 2000–2001). Mellan 2004 och 2008 tränade han spanska herrlandslaget, för vilka han spelade 11 matcher mellan 1965 och 1972, med tre gjorda mål. Han har även tränat sju andra La Liga-klubbar, till exempel Real Betis, Valencia och Barcelona.

## Tidiga karriären
Aragonés började sin karriär i CD Getafe 1957 innan han året därefter skrev på för Real Madrid. Där lyckades han aldrig ta sig in i seniorlaget utan tillbringade större delen av sin tid som lån till andra klubbar,  såsom Recreativo de Huelva och Hércules CF, när han inte spelade för AD Plus Ultra (Real Madrids reservlag). År 1960 gick han till Real Oviedo och gjorde sin La Liga-debut. Mellan 1961 och 1964 spelade han för Real Betis där han gjorde sammanlagt 86 ligamatcher och 33 mål.

## Atlético Madrid
Hos Atlético Madrid fick Aragonés smeknamnen Zapatones (ungefär "stora stövlar") och blev känd som frisparksspecialist. Han förekom ofta som målskytt och 1970 delade han Pichichi (skyttekungspokalen) med lagkamraten José Eulogio Gárate och Amancio. 1974 gjorde han 1–1-målet mot Bayern München på hemmaplan i europacupsfinalen men laget förlorade med 0–4 i returmötet i Tyskland. Han fick snart ännu ett smeknamn – El Sabio de la Hortaleza (ungefär "Hortalezas vise man").

## Händelsen med Thierry Henry
2004 blev Aragonés utsedd till förbundskapten för spanska herrlandslaget. På en träning samma år filmades han av ett spanskt TV-team, när han försökte sporra José Antonio Reyes genom att kalla Thierry Henry, Reyes svarte lagkamrat i Arsenal, för "svart skit".
Händelsen orsakade stor uppståndelse i brittiska media och många krävde omedelbart hans avgång som förbundskapten. Trots det han kallade Henry har Aragonés försvarats av spanska landslagsspelare som menar att han inte är rasist. Efter en undersökning bestraffades spanska fotbollsförbundet med böter på 87 000 amerikanska dollar av Uefa och varnades för att framtida incidenter skulle bestraffas mycket strängare. UEFA påpekade att möjliga straff skulle kunna vara avstängning från stora internationella turneringar eller förbud för supportrar att närvara vid hemmamatcher för Spanien.

## Meriter

### Som spelare
Samtliga meriter stammar från spel med Atlético Madrid.
- La Liga: 1966, 1970, 1973
- Copa del Generalísimo: 1972

### Som tränare
Med Spanska landslaget
- EM: 2008

Med Atlético Madrid
- La Liga: 1977
- Copa del Rey: 1976, 1985, 1992
- Interkontinentala cupen: 1974
- Supercopa de España: 1985

Med FC Barcelona
- Copa del Rey: 1988

## Fotnoter
1. ↑  Luis Aragones: Former Spain manager dies aged 75
2. ↑  ”Cultural divide at heart of race row”. Guardian. 17 november 2004. http://football.guardian.co.uk/comment/story/0,,1353008,00.html. Läst 9 oktober 2007.